# 21世紀の資本
『21世紀の資本』（21せいきのしほん、仏: Le Capital au XXIe siècle）とは、フランスの経済学者であるトマ・ピケティの著書。
2013年にフランス語で公刊され、2014年4月には英語訳版（英: Capital in the Twenty-First Century）が発売されるや、Amazon.comの売上総合1位に輝くなど大ヒットした。アメリカ合衆国では2014年春の発売以降、半年で50万部のベストセラーとなっており、多くの言語で翻訳されている。2015年1月現在、世界10数カ国で累計100万部を突破し、世界的なベストセラーとなった。
長期的にみると、資本収益率（r）は経済成長率（g）よりも大きい。資本から得られる収益率が経済成長率を上回れば上回るほど、それだけ富は資本家へ蓄積される。そして、富が公平に再分配されないことによって、貧困が社会や経済の不安定を引き起こすということを主題としている。この格差を是正するために、累進課税の富裕税を、それも世界的に導入することを提案している。
日本での版権を持つみすず書房は、日本語版 (ISBN 978-4-622-07876-0) を2014年（平成26年）12月8日に出版した。それ以前の紹介では『21世紀の資本論』（21せいきのしほんろん）と表記したものが多い。2015年1月現在、日本語版は定価5,500円（消費税別）にもかかわらず、売上部数が13万部に迫っている。
2019年にマシュー・メトカルフ製作、ジャスティン・ペンバートン監督で映画化された。

## 本書の内容
資本主義の特徴は、資本の効率的な配分であり、公平な配分を目的としていない。そして、富の不平等は、干渉主義（富の再分配）を取り入れることで、解決することができる。これが、本書の主題である。資本主義を作り直さなければ、まさに庶民階級そのものが危うくなるだろう。
議論の出発点となるのは、資本収益率（r）と経済成長率（g）の関係式である。rとは、利潤、配当金、利息、貸出料などのように、資本から入ってくる収入のことである。そして、gは、給与所得などによって求められる。
過去200年以上のデータを分析すると、資本収益率（r）は平均で年に5%程度であるが、経済成長率（g）は1％から2％の範囲で収まっていることが明らかになった。このことから、経済的不平等が増していく基本的な力は、r＞g という不等式にまとめることができる。
すなわち、資産によって得られる富の方が、労働によって得られる富よりも速く蓄積されやすいため、資産金額で見たときに上位10％、1％といった位置にいる人のほうがより裕福になりやすく、結果として格差は拡大しやすい。また、この式から、次のように相続についても分析できる。すなわち、蓄積された資産は、子に相続され、労働者には分配されない。
たとえば、19世紀後半から20世紀初頭にかけてのベル・エポックの時代は、華やかな時代といわれているが、この時代は資産の9割が相続によるものだった。また、格差は非常に大きく、フランスでは上位1％が6割の資産を所有していた。
一方で、1930年から1975年のあいだは、いくつかのかなり特殊な環境によって、格差拡大へと向かう流れが引き戻された。特殊な環境とは、つまり2度の世界大戦や世界恐慌のことである。そして、こうした出来事によって、特に上流階級が持っていた富が、失われたのである。また、戦費を調達するために、相続税や累進課税の所得税が導入され、富裕層への課税が強化された。さらに、第二次世界大戦後に起こった高度成長の時代も、高い経済成長率（g）によって、相続などによる財産の重要性を減らすことになった。
しかし、1970年代後半からは、富裕層や大企業に対する減税などの政策によって、格差が再び拡大に向かうようになった。そしてデータから、現代の欧米は「第二のベル・エポック」に突入し、中産階級は消滅へと向かっていると判断できる。
つまり、今日の世界は、経済の大部分を相続による富が握っている「世襲制資本主義」に回帰しており、これらの力は増大して、寡頭制を生みだす。
また、今後は経済成長率が低い世界が予測されるので、資本収益率（r）は引き続き経済成長率（g）を上回る。そのため、何も対策を打たなければ、富の不平等は維持されることになる。科学技術が急速に発達することによって、経済成長率が20世紀のレベルに戻るという考えは受け入れがたい。我々は「技術の気まぐれ」に身を委ねるべきではない。
不平等を和らげるには、最高税率年2％の累進課税による財産税を導入し、最高80％の累進所得税と組み合わせればよい。その際、富裕層が資産をタックス・ヘイヴンのような場所に移動することを防ぐため、この税に関して国家間の国際条約を締結する必要がある。しかし、このような世界的な課税は、夢想的なアイディアであり、実現は難しい。

## 特徴
フランス語版は、総ページ数950ページ以上、厚さ44ミリメートルという大部である。英語版は、活字を小さくするなどの変更を施したが、それでもページ数は700ページ近くになる。
特徴的なのは、200年以上の膨大な資産や所得のデータを積み上げて分析したことで、それが本書を長大なものにしている。ピケティは、このビッグデータを収集、分析するのに15年の歳月を費やした。ローレンス・サマーズは、「この統計データだけで、ノーベル賞に値する」と述べている。使用された全てのデータ・グラフ・表は、ウェブサイトで公開されており、フランス語・英語・日本語で参照できる。
内容面での特徴としては『アメリカン・ドリームの否定』が挙げられる。すなわち、アメリカ合衆国では、生まれが貧しくても努力することで、出世し裕福になれると信じられていたが、ピケティは、現在のアメリカ合衆国は他国と比べてそのような流動性は高くないことを実証した。さらに、大学への入学においても、両親の経済力が大いに物を言うことを指摘している。
さらに、ピケティは、サイモン・クズネッツの仮説『クズネッツ曲線』をも否定している。クズネッツの仮説とは、クズネッツ曲線で「逆U字型仮説」と呼ばれるもので、「資本主義経済では経済成長の初期には格差が拡大するが、その後格差は縮小に向かう」という仮説である。実際、クズネッツがこの仮説を発表した1955年の時点では、格差は縮小していた。しかし、ピケティは、1980年代になると格差が再び拡大していることを示した。ピケティは、クズネッツの仮説について「冷戦時代に共産主義に対抗するために作られたものにすぎない」と述べている。
一般的な経済論文とは異なり、この本には、数式は殆ど登場しない。代わりに、オノレ・ド・バルザック、ジェーン・オースティン、ヘンリー・ジェイムズの小説などを引用して、19世紀初期のイギリスやフランスに存在した、相続財産によって固定された階級を説明している。たとえば、バルザックの『ゴリオ爺さん』では、登場人物が、裁判官や弁護士、検事として働くのと、銀行家の娘と結婚するのとでは、どちらが早く富を得られるかについて語る場面を紹介している。そしてピケティは、その時代の歴史データを分析し、銀行家と結婚した方が、早く富を得られることを実証している。
『21世紀の資本論』という書名は、カール・マルクスの『資本論』を思い起こさせる。実際、『ビジネスウィーク』誌での特集の書き出しは、「一匹の妖怪が、ヨーロッパとアメリカを徘徊している。富裕層という妖怪が」という、マルクスの『共産党宣言』を意識した記述で始まっており、ピケティを批判する人の中には、彼を共産主義者だと言う声もある。しかし、ピケティは『ニュー・リパブリック』誌とのインタビューにおいて、『資本論』は難解であまり影響を受けていないと述べており、資本主義も否定していない。

## 出版と当初の反応
2013年8月に、フランスで最初に出版されたときは、あまり注目されていなかった。しかし、発売後は1週間で6,000部を売り上げた。ローラン・モデュイは「政治的思想的ブルドーザー」と喩え、週刊誌レクスプレスは「経済問題はフランス人を熱中させる」と報じた。
本書の主題がニュースとして英語圏に広がると、『エコノミスト』は「権威ある」と称して歓迎した。ポール・クルーグマンは本書を「画期的」と呼び、元世界銀行のリードエコノミストであるブランコ・ミラノヴィッチは、「経済の考えにおいて分岐点となる本の1つ」ととらえた。
フランス語版の書評が、広く興奮を引き起こしたのに応えて、英語への翻訳は急ピッチで進められ、ハーバード大学出版は発売日を前倒しし、2014年5月とした。アメリカ合衆国ではその日、本書は一夜にしてスターになり、マイケル・ルイスの『フラッシュ・ボーイズ』から全米ベストセラーリスト1位の座を奪い取った。同年、ステファニー・ケルトンは「ピケティ現象」について語り、ドイツでも、ピケティに関する書籍が3冊出版された。今後、31の言語への翻訳が予定されている。

## 評価
ノーベル経済学賞受賞者のポール・クルーグマンは本書を「素晴らしい」「不平等についての考え方を一新するもの」さらには「今年、そしておそらくこの10年間で最も重要な経済書」と称している。彼は本書を、ベストセラーになった他の経済書と比較して、「重大で、これまでとは異なる研究方法」で成り立っている点が異なるとしている。また、次のようにも述べている。
ノーベル経済学賞の受賞歴があるロバート・ソローは、
と評している。
フランスの歴史学者・政治学者のエマニュエル・トッドは本書を「傑作」と呼び、「経済学にとっても、地球社会の発展にとっても影響力の大きい本」と評している。また、ピケティについて、「アナール学派を代表する最良の歴史家として記憶されるだろう」と評価している。
ジョセフ・スティグリッツは、格差は資本主義固有の問題だという見方は本書の表面的な評価に過ぎないとして、それに加えて、本書について格差が拡大したことについての制度的な分析という点から評価を加えている。
ローレンス・サマーズは、ピケティが集計した統計については評価したが、一方で、ピケティは資本から得られる見返りが減少することについて過小評価していると批判している。すなわち、サマーズの考えによれば、資本を増やすことによって得られる利益は少なくなってゆくものであるから（収穫逓減の法則）、不平等の拡大には上限があるということになる。さらにサマーズは、ピケティのもう1つの仮定にも疑問を投げかけている。それは、利益の多くは再投資に回るというものである。貯蓄率が低下することになるため、これに関しても社会的には不平等の上限というものが存在することになる。
また、サマーズは、1982年におけるアメリカの富裕者上位に名を連ねていた400人のうち、2012年にもその地位を維持していたのはわずか10人に1人だった事も指摘している。富裕者層の財産は増加していない。さらに、富裕者上位1％の収入は現在大半が給与所得であり、資本から得られる収入ではない。他の多くの経済評論家は上位1％の収入の増加をグローバリゼーションと技術革新で説明している。
マルクス主義者であり批判地理学の研究者であるデヴィッド・ハーヴェイは、「自由市場型資本主義（free market capitalism）によって皆が豊かになった、それは個人の自由と権利を守る偉大な防波堤だ、などという広くいわれている見解」を本書が覆したという面では評価しているが、他の面に関しては総じて批判的である。ピケティの「資本」(Capital)の定義について、ハーヴェイは次のように記している。
ハーヴェイは、ピケティの「不平等を是正するための提案は、空想的とまでは言わないにせよ、考えが甘い。しかもピケティは、21世紀における資本についての実用的なモデルというものを少しも作りだしていない。だから我々にはまだマルクスか、あるいはその現代版が必要なのだ」と述べている。ハーヴェイはピケティがマルクスの『資本論』を読まずに退けていることを批判している。また、ピケティの考え方の根底には新古典派経済学があることを指摘している。（実際、ピケティは本書の中でケンブリッジ資本論争について言及し、J. ロビンソン、カルドアたちポスト・ケインズ派側ではなく、新古典派側に軍配を上げている。）
ジョージ・メイソン大学教授のタイラー・コーエンは「資本家を『金利生活者』のように扱っているが、収益を得るための様々なリスクについては触れられていない」と非難している。
格差の拡大を解消するための財産税（富裕税）については、ピケティ自身も実現の可能性はないと述べているが、批判が多い。アラン・グリーンスパンは、「それは資本主義のやり方ではない」と述べ、タイラー・コーエンも、この税を導入すれば政治や経済が不安定になると述べている。コロンビア大学教授のウォジシェック・コップザックとエコノミストのアリソン・シュレージャーは、富裕者は資産をオフショアのタックス・ヘイヴンに移動することもできることを指摘し、また、富裕層はいろいろな手法を使って、他の人々よりも多くの投資配当を得ることが多いので、富裕税は格差の縮小につながらす、また、格差を縮小したいのであれば、富よりも資本所得に課税する方が好ましいとしている。
日本語版の翻訳を担当している山形浩生は、本書に書かれている内容はとても単純なことだが、それをデータで裏付けできるようにしたことが優れていると評している。
中野剛志は、本書の主張は欧米などで主流の「新自由主義を支持する人々」にとって、不都合な内容であると指摘している。そのため、こうした内容の本がアメリカ合衆国で「ベストセラーになること」は驚くべき現象であって、アメリカ合衆国において30年以上続いた新保守主義の支配が終わりを迎えようとしていることを意味すると述べている。
岩井克人（東京大学名誉教授）は、著書「経済学の宇宙」（2015年）で「21世紀の資本」には誤りがあるが、詳細は後日論じるとしていた。具体的な説明は、日本経済新聞「経済教室」（2016年8月9日火曜日）に掲載された。
としている。

## データエラー問題
2014年5月23日、フィナンシャル・タイムズの経済記者であるクリス・ジャイルズは、ピケティのデータの中で、特に「富の不平等が1970年代以降拡大している」という箇所に「説明できないエラー」を確認したと発表した。
ピケティは自分の研究結果は正しいと反論し、そして、その後の研究でも「富の不平等が拡大している」という自分の結論は裏付けられている（ピケティはエマニュエル・サエズとガブリエル・ザックマンによる発表The Distribution of US Wealth, Capital Income and Returns since 1913を引いている）、実際問題として、アメリカ合衆国では、本に書いた以上の不平等の拡大が見られていると主張した。
フランス通信社のインタビューでは、フィナンシャル・タイムズの記事を「真実味の無い批判」と責め、同紙について、「馬鹿げたものだ。この時代に生きる全ての人が、巨大な財産が益々大きくなっている事に気付いているというのに」と述べている。
フィナンシャル・タイムズの告発は各紙で広く取り上げられた。幾つかの記事では、フィナンシャル・タイムズは事を大げさに述べていると報じた。例えば、フィナンシャル・タイムズの姉妹誌であるエコノミストは次のように書いている。
ピケティは1つ1つの反証をウェブサイト (PDF) で公開している。
日本語版の翻訳を担当している山形浩生は、フィナンシャル・タイムズの批判は、税務に基づくデータに最近だけは自主申告の家計サーベイデータを繋ぐという手法を使っており、種類の違うデータを繋ぐというやり方がそもそも問題で、家計サーベイのデータはみんな過少申告するのが通例であてにならない。このメインの批判が論破されてしまったので、このフィナンシャル・タイムズによる批判はほぼ総崩れで、もはや批判として紹介するにも値しない、と述べている。